# Répceszemere
Répceszemere (dt. Semmerach) ist eine ungarische Gemeinde im Kreis Kapuvár im Komitat Győr-Moson-Sopron. Sie liegt am linken Ufer des Flusses Répce.

## Sehenswürdigkeiten
- Glockenturm
- Grabmal aus der Römerzeit
- Römisch-katholische Kirche Szent Kereszt felmagasztalása, erbaut 1808–1809 (Spätbarock)

## Verkehr
In Répceszemere treffen die Landstraßen Nr. 8614 und Nr. 8616 aufeinander. Der nächstgelegene Bahnhof befindet sich ungefähr vier Kilometer östlich in Csánig.

## Bilder

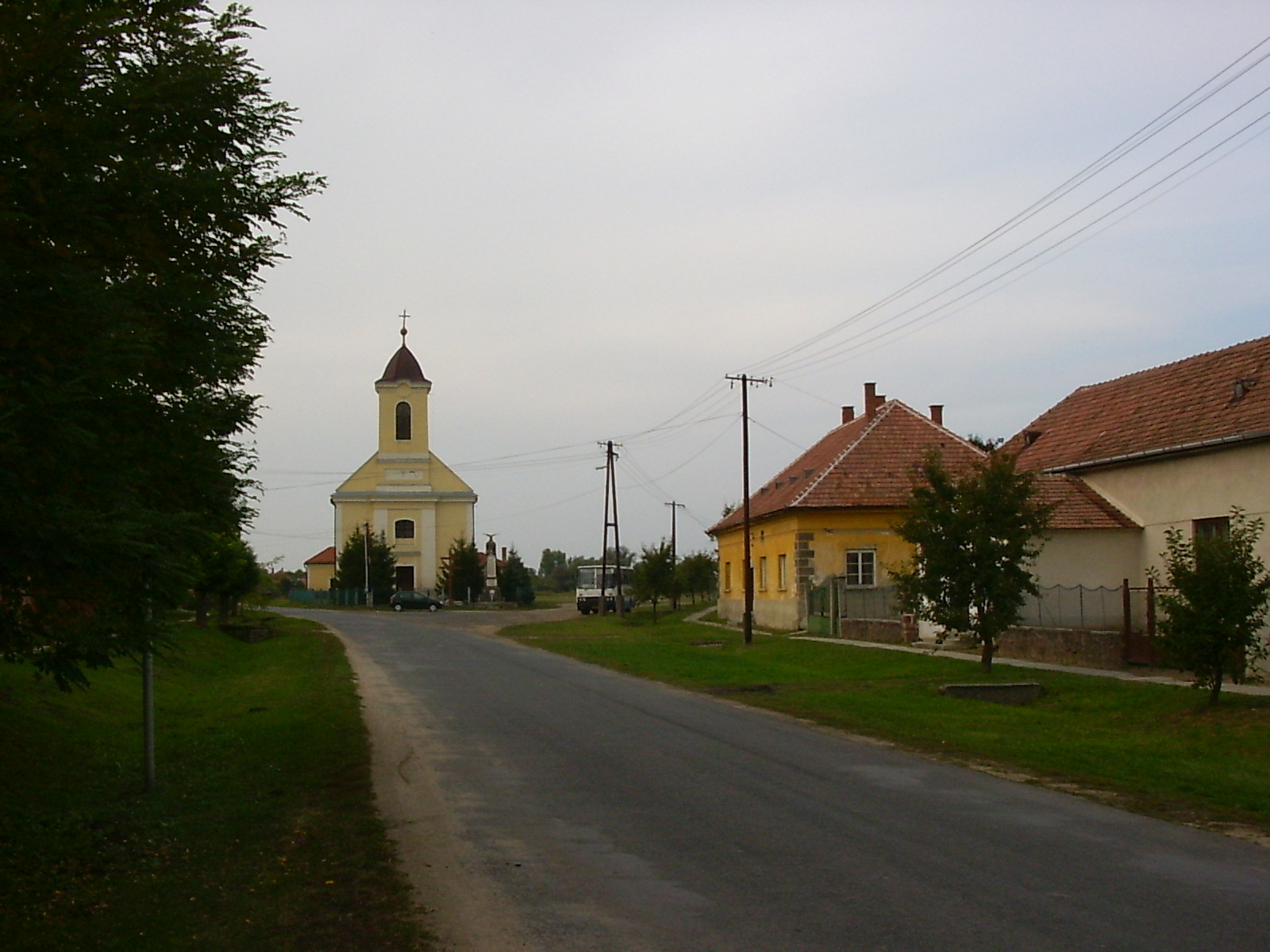
Blick auf die römisch-katholische Kirche
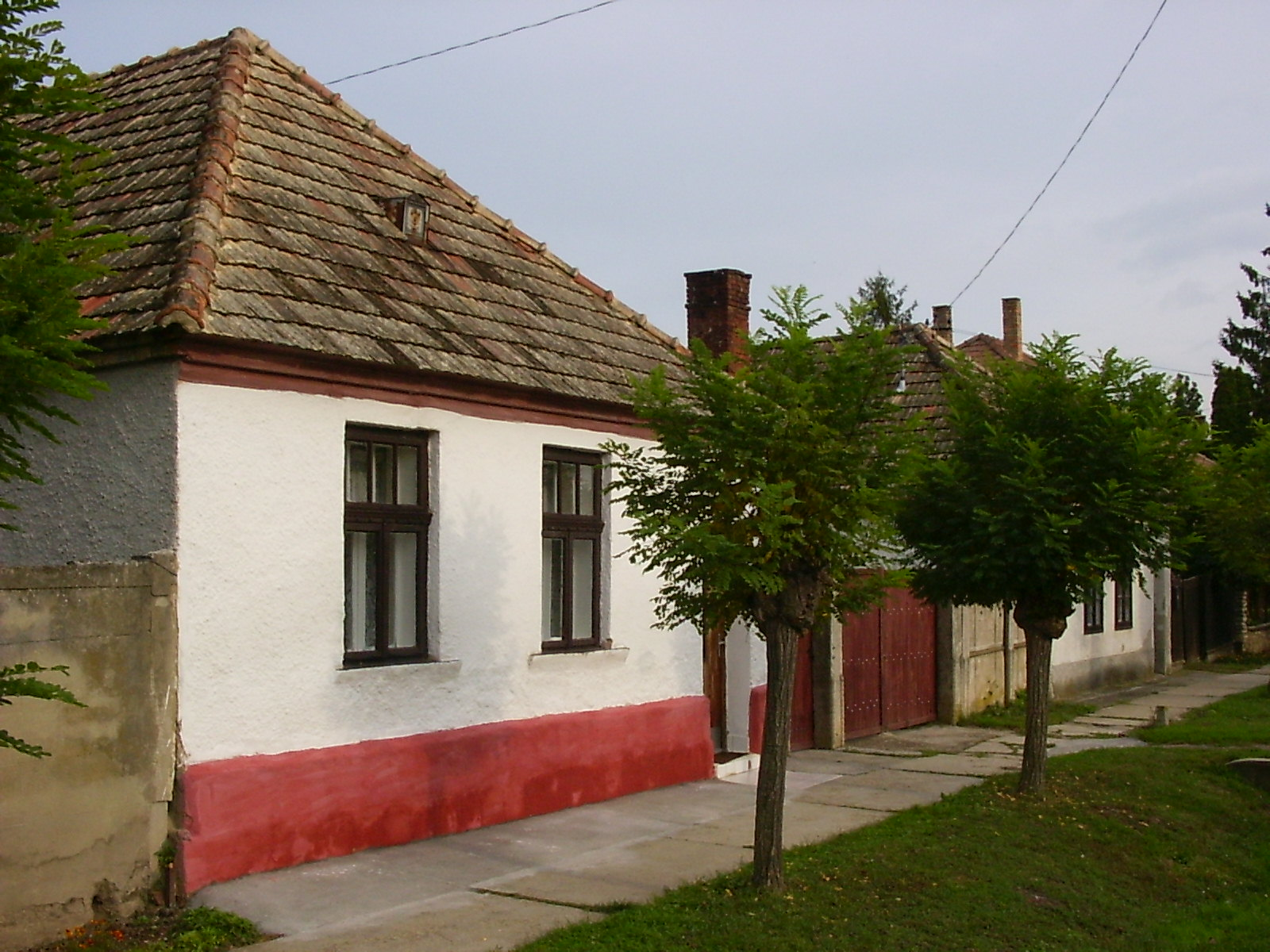
Bauernhaus in Répceszemere